# Yuli Mártov
Yuli Mártov, Julius Mártov o L. Mártov (Ма́ртов, su nombre real era Yuli Ósipovich Zederbaum (en ruso: Ю́лий О́сипович Цедерба́ум, 'jʉ̞lʲɪj 'osʲɪpəvʲɪt͡ɕ 'mart̪əfⓘ Constantinopla, Imperio otomano; 24 de noviembre de 1873-Schömberg, Alemania; 4 de abril de 1923) fue un revolucionario socialista ruso que llegó a ser el líder de la facción menchevique.
Nacido en una familia judía de cultura rusa, el joven y poco agraciado Mártov sufrió el antisemitismo de finales del siglo xix en Rusia a pesar de su alejamiento de la comunidad hebrea del Imperio; en la última década del siglo ya se había convertido al marxismo.
Marchó a estudiar a la capital rusa pero pronto se vio envuelto en actividades políticas ilegales y fue detenido en 1892. Condenado a exilio interior, se instaló en Vilna, donde comenzó la agitación socialista entre los trabajadores socialistas de la región. Regresó brevemente a San Petersburgo donde colaboró con Lenin antes de ser nuevamente arrestado y condenado a otros tres años de exilio en Siberia, donde afianzó su amistad con Lenin y contrajo la tuberculosis que acabaría matándolo.
Antirrevisionista como Lenin, al finalizar el exilio de ambos en 1900 decidieron fundar una nueva publicación socialdemócrata, Iskra. Tras varios años de estrecha colaboración, Lenin y Mártov se separaron durante el Segundo Congreso del nuevo Partido Obrero Socialdemócrata Ruso; el desacuerdo llevó a la formación de las corrientes bolchevique (leninista) y menchevique (antileninista). Las disputas internas se sucedieron, pese a los intentos de Mártov de reunificar las fracciones. Los sucesivos intentos de recuperar la unidad el partido fracasaron y se sucedieron distintos periodos de predominio menchevique y bolchevique hasta la separación definitiva de las fracciones en partidos en 1912. Durante la Primera Guerra Mundial, perteneció a la corriente internacionalista, opuesta a la contienda, pero no respaldó el derrotismo de Lenin.
Tras la caída de la monarquía en la Revolución de Febrero de 1917, regresó en mayo a Rusia, cuando ya el partido había quedado bajo el control de los defensistas; mantuvo su oposición a la continuación del conflicto y favorable a la negociación inmediata de la paz, pero su posición era minoritaria entre los mencheviques. Sus esfuerzos por obtener el respaldo mayoritario del partido a sus opiniones fracasaron repetidamente; en el verano abandonó su anterior oposición a la participación en Gobierno para pasar a defender el fin de las coaliciones social-liberales y la formación de un nuevo Consejo de Ministros completamente socialista.
Se opuso a la toma del poder por los bolcheviques y defendió en vano la formación de un Gobierno de coalición de los distintos partidos socialistas.
En el otoño de 1917, comenzó a recuperar el control del partido; impuso la participación en las fracasadas conversaciones para formar un Gobierno socialista tras la Revolución de Octubre y más tarde puso sus esperanzas en que este se formase tras la apertura de la Asamblea Constituyente. Tras la disolución de esta por el Gobierno bolchevique, se opuso al enfrentamiento armado por el Gobierno y optó por tratar de recuperar el apoyo proletario y desplazar del poder a los bolcheviques por métodos legales. A pesar de las notables victorias electorales en los sóviets (o consejos) en la primavera de 1918, estos fueron sistemáticamente disueltos por los bolcheviques y, a comienzos de verano, Mártov y el resto de la oposición fueron expulsados del Comité Ejecutivo Central Panruso (VTsIK). Incluso cuando se agudizó la represión, Mártov se opuso al respaldo de las fuerzas contrarrevolucionarias durante la guerra civil. Siguieron años de persecución y tolerancia alternadas que acabaron con la persecución final del partido en el verano de 1920 y el arresto de muchos de sus dirigentes. En 1920, se exilió finalmente en Alemania, donde falleció cuatro años más tarde.

## Orígenes

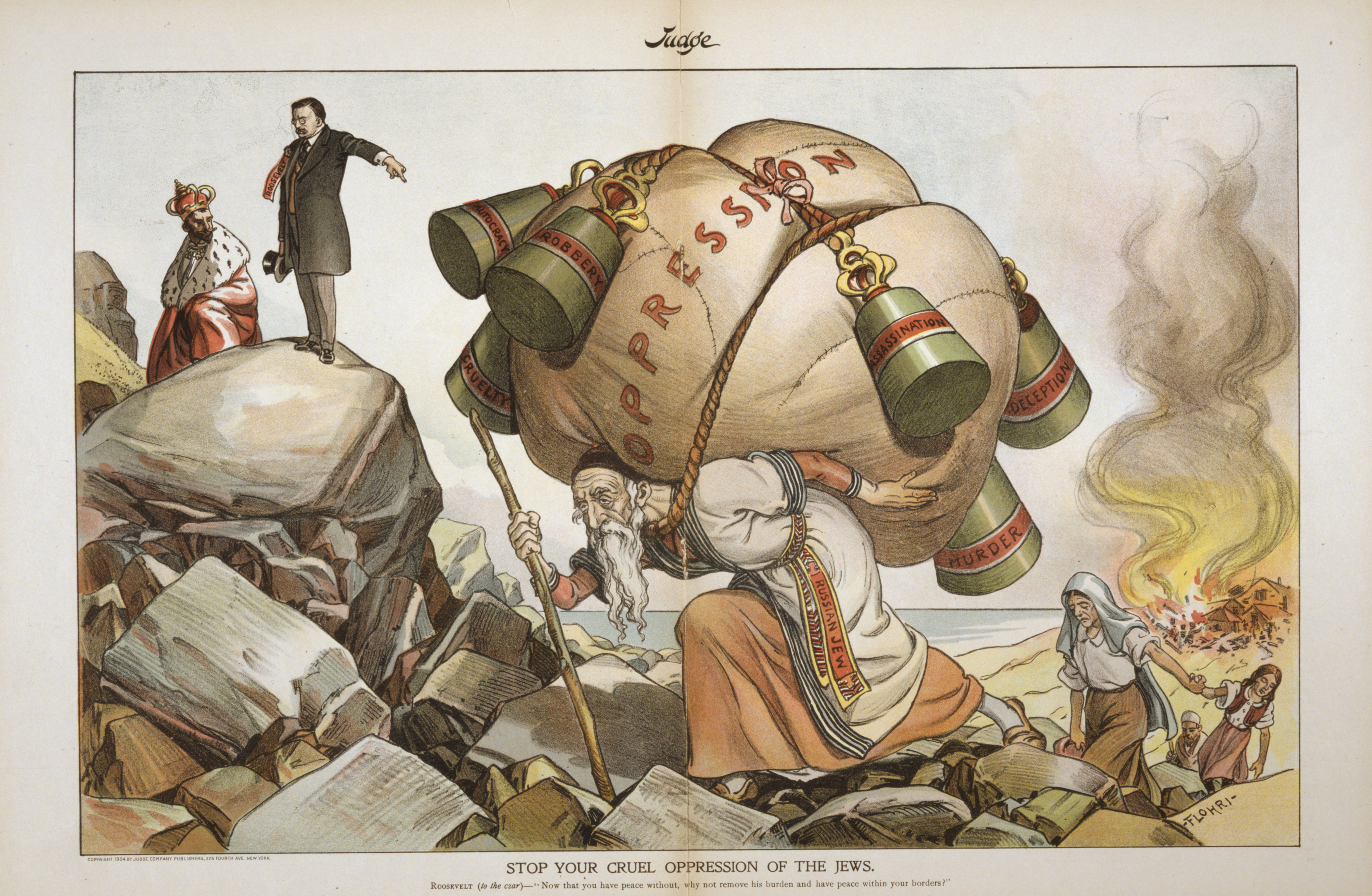
Ilustración crítica con la opresión de los judíos en la Rusia zarista, que Mártov sufrió a pesar de no pertenecer a una familia religiosa.

Nació en una familia judía acomodada, hijo de un intelectual liberal de cultura rusa. Su padre era un judío asimilado a la cultura rusa, miembro de la Sociedad Rusa de Navegación y Comercio, corresponsal de dos diarios liberales de San Petersburgo, políglota y conocedor de la literatura rusa, francesa y germana; que no llevaba a sus hijos a la sinagoga ni celebraba las fiestas religiosas hebreas. Yuli se resistió, con el apoyo de la indiferencia de su padre, a los intentos de su abuelo de enseñarle hebreo. Su madre era judía sefardí, nacida en Viena y educada en un convento en Estambul. Las relaciones de la familia con los judíos más tradicionalistas eran escasas, siendo el abuelo de Yuli —fundador de los primeros diarios en hebreo publicado en Rusia— la figura hebrea más cercana. Sus padres se dirigían a él en francés. Yuli era el segundo de cinco hermanos, de los que sólo cuatro (él mismo, Lidia (nacida en 1878), Serguéi (1879) y Vladímir (1883)) sobrevivieron hasta la edad adulta.
En 1878 la familia se mudó de Estambul a Odesa —por entonces cosmopolita y comercial ciudad con numerosas comunidades del Imperio— tras la guerra ruso-turca. Residieron fuera de la zona designada para los judíos y Yuli fue poco consciente de su pertenencia a la comunidad hasta el pogromo de 1881. Su conocimiento de la situación social y económica de la mayoría de la población judía en el Imperio ruso era escasa e indirecta, su aprecio por las costumbres de los ortodoxos nula. Desarrolló, sin embargo, un sentimiento de solidaridad con la comunidad oprimida por las autoridades y rechazó más tarde (1913) un bautizo de conveniencia, sintiéndose de alguna manera parte del grupo discriminado. Su cojera, la ausencia de su padre que había partido a la capital a colaborar con su abuelo en la publicación de sus periódicos y la falta de compañeros hicieron de él un niño introspectivo y reservado. Poco después del pogromo, la familia se reunió con su padre en San Petersburgo.
En 1883 fue rechazado en el ingreso en una institución de enseñanza secundaria por su origen judío. Aceptado en otra con dificultad, el joven Mártov, cargado de espaldas, flaco y ligeramente cojo, llevó mal la dura disciplina de los institutos rusos, su atmósfera reaccionaria y antisemita y las gamberradas de algunos compañeros. En la adolescencia unió a sus antiguas fantasías las historias de los revolucionarios rusos. En 1888 la familia se trasladó a Tsárskoye Seló antes de regresar a la capital, con dificultades por ser judíos, al año siguiente. A su vuelta a la capital, retomó sus estudios en un gimnasio donde abundaban los jóvenes de la intelectualidad rusa: Yuli por fin se encontró en un ambiente donde logró forjar amistades y desarrollar sus aspiraciones de revolución. Criado no obstante, en un ambiente político represivo y antisemita, discriminado en sus estudios, Mártov se unió a los movimientos revolucionarios en el país. Tras su ingreso en la Universidad de San Petersburgo en el otoño de 1891, formó junto con otros compañeros un grupo de estudios que apadrinó un conocido populista ruso del momento. En la última década del siglo xix, ya era un socialdemócrata convencido, respetado entre sus compañeros por su gran capacidad intelectual, valor, principios morales y honradez.

## Comienzos en el partido socialdemócrata

### Exilios interiores
Gracias los contactos de su abuelo en la capital, logró ingresar en la facultad de ciencias de la ciudad, evitando el numerus clausus que se imponía a los judíos. Aburrido pronto de sus estudios, se entregó a la política. En febrero de 1892, fue arrestado y condenado a tres meses de prisión, con lo que abandonó sus estudios universitarios. Desilusionado por la falta de espíritu revolucionario del campesinado, se enfrascó en el estudio de los clásicos marxistas, lo que le llevó a convertirse al marxismo y fundar en el invierno de 1893 el Grupo de Petersburgo por la Emancipación del Trabajo.
El 17 de diciembrejul./ 29 de diciembre de 1892greg., fue arrestado de nuevo para cumplir el resto de su condena —cinco meses de cárcel— en régimen de aislamiento en la prisión de Krestý. Liberado a principios de mayo de 1893, fue inmediatamente condenado a una pena de dos años de exilio interior, con prohibición de residir en Moscú y San Petersburgo o en cualquier otra ciudad universitaria. Se instaló en Vilna, por entonces un centro industrial y comercial con un activo movimiento socialdemócrata.
Allí defendió la creación de un movimiento socialista judío separado que trabajase en yidis, lengua de la mayoría de los judíos de la zona permitida para su asentamiento en el Imperio, y que defendiese el fin de su discriminación como parte integral de la lucha contra la explotación económica y la opresión política. En este lugar, emprendió un nuevo método de agitación, haciendo que los intelectuales socialistas actuasen como mentores de los trabajadores, incitándolos a tomar conciencia del movimiento socialista, fomentando su organización y adoctrinamiento. Los socialdemócratas debían abandonar la simple continuación de la extensión de sus ideas mediante los círculos de iniciados, forzosamente reducidos, para agitar a los trabajadores gracias a sus preocupaciones económicas.
En octubre de 1895, regresó de su exilio a San Petersburgo. Fundó junto a Lenin la «Unión de Lucha por la Liberación de la Clase Obrera» para intensificar la agitación entre el proletariado urbano. Tres meses después de su liberación, era arrestado nuevamente, tras haber sido vigilado estrechamente por la policía. La redada, en la que fueron arrestadas alrededor de cien personas, acabó con los veteranos de la organización en San Petersburgo. Pasó ese año, marcado por grandes huelgas en el verano y por la participación del movimiento socialista en ellas, en prisión.
Condenado a tres años más de exilio interior en 1897, Mártov los pasó en Turujansk, cerca del círculo polar ártico en la Siberia septentrional, a donde llegó a comienzos de junio. Siempre delicado de salud, Mártov sufrió en la pequeña ciudad siberiana y parece que contrajo en este lugar la tuberculosis que acabaría matándolo. El aislamiento del sitio y la extrema limitación de la comunicación con el exterior también hicieron mella en Mártov. Durante su exilio en Siberia, se afianzó la amistad con Lenin, ya entonces el más destacado de entre los nuevos militantes socialdemócratas. Su cercanía durante los cinco años siguientes fue la mayor de toda su carrera.

#### Fundación del Partido Socialdemócrata y oposición a la burguesía
En junio de 1898, recibió la noticia de la fundación en Minsk del Partido Obrero Socialdemócrata de Rusia.
Durante su exilio interior, defendió el apoyo a los ataques de la burguesía liberal contra el régimen autocrático, pero alertó del peligro de unirse a ella o aceptar su primacía, manteniendo una gran desconfianza hacia sus fines. Se opuso firmemente además a la nueva corriente revisionista representada principalmente por la figura de Eduard Bernstein, abogando por la revolución frente al reformismo y denunció las alianzas con la burguesía como la entrada en el Gobierno francés de Alexandre Millerand. Su postura coincidía con la de Lenin, que le ofreció trabajar con él y fundar un periódico una vez que finalizase su exilio, oferta que Mártov aceptó encantado.

### Iskra y la colaboración con Lenin

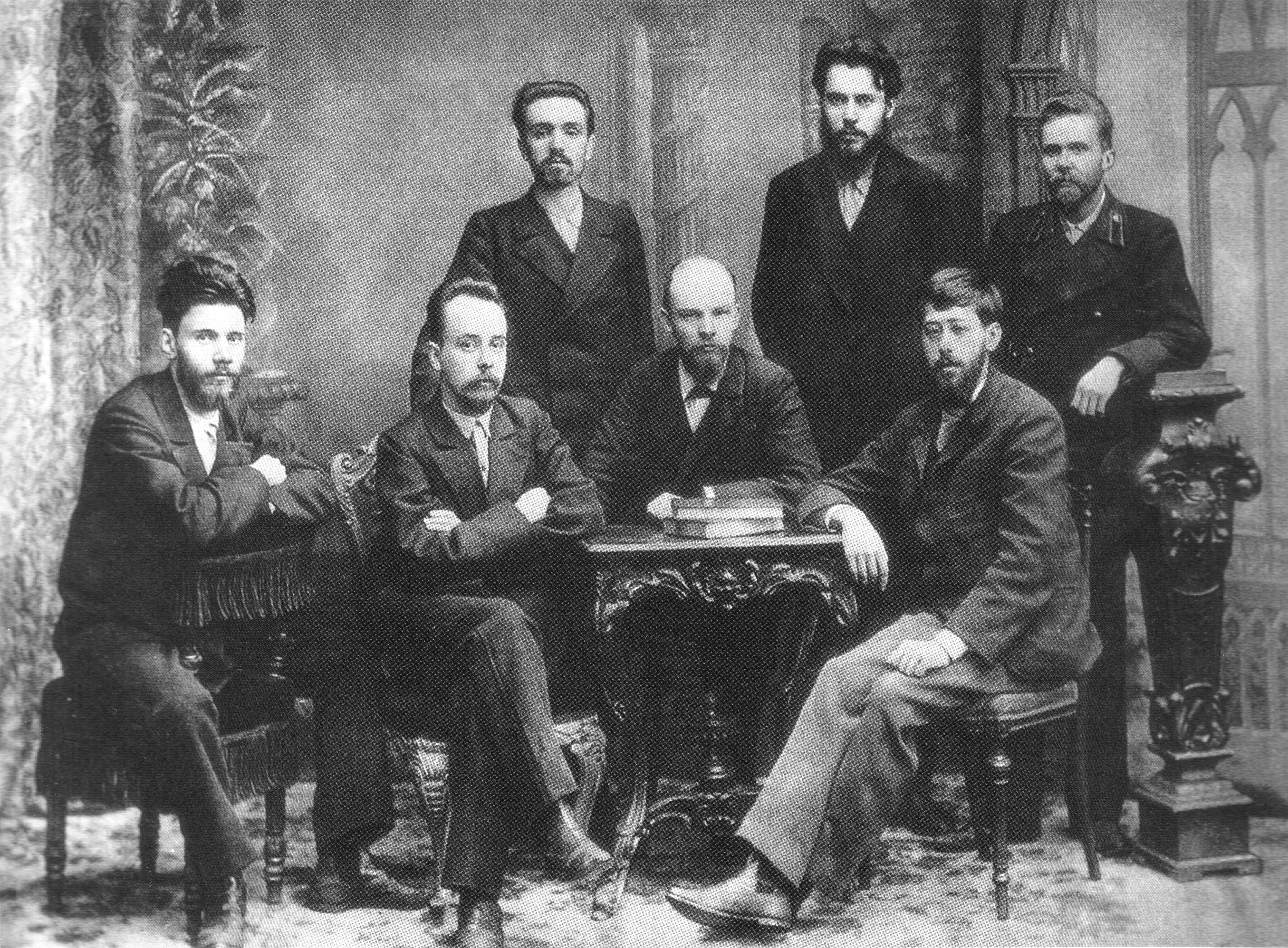
Mártov, primero por la derecha, sentado, junto a Lenin, en 1897.

A finales de marzo de 1900, acabó su exilio y se reunió con Lenin y Aleksandr Potrésov en Pskov. Decidieron fundar el nuevo diario, Iskra (La Chispa, periódico fundado para difundir y aglutinar a los socialdemócratas revolucionarios), que había de imprimirse en el extranjero para evitar su supresión por las autoridades. El diario, acompañado de otra publicación menor periódica —bimensual en vez de bisemanal— debía servir para aclarar los conflictos doctrinales que dividían por entonces a los socialdemócratas y mejorar su organización. Mientras Lenin y Potrésov partían al extranjero para organizar la publicación, Mártov quedó en Rusia para organizar su distribución, mudándose a Poltava donde utilizó los contactos y habilidades organizativas de su hermano Serguéi para ampliar su red. Pasó un año organizando la red de distribución, que se convertiría en la base de trabajo del Partido en Rusia, hasta que marchó a Múnich a reunirse con sus dos coeditores en abril de 1901.
En septiembre de 1901, asistió al congreso del partido socialdemócrata alemán en Lübeck, donde condenó las nuevas posturas reformistas y defendió la ortodoxia marxista, frente a postura de Bernstein en Alemania o de Jean Jaurès en Francia. Sus ataques al revisionismo desde las páginas de Iskra no contaron con el apoyo de todos sus editores. Mártov creía, no obstante, que el nuevo movimiento debía ser aplastado inmediatamente con toda firmeza, considerándolo meramente oportunista. Su postura contó con el apoyo de otras figuras destacadas del ala extrema del movimiento como Lenin, Alexander Parvus o Rosa Luxemburgo. Tanto el economicismo como el revisionismo eran, en opinión de Mártov, meros instrumentos de la burguesía para impedir el afianzamiento y crecimiento de la socialdemocracia entre el proletariado y por ello debían ser combatidos con firmeza. Se opuso asimismo a las tácticas terroristas, típicas del Partido Social-Revolucionario ruso.
En la primavera de 1903, meses antes del segundo congreso del partido, Mártov publicó una serie de artículos atacando al Bund, defendiendo la necesidad de un único partido socialista en el Imperio. Para entonces ya habían surgido las primeras diferencias entre Mártov y Lenin. Lenin deseaba mantener firmemente el control del partido en manos de Iskra y, en última instancia, en las suyas, considerándose el paladín de la ortodoxia revolucionaria, y se oponía a dar poder a las agrupaciones del sur de Rusia; Mártov consideraba que ningún individuo del nuevo partido que debía forjarse en el nuevo congreso debía ostentar un poder sobre el resto parecido al que Lenin había disfrutado hasta entonces. Repentinamente, tras años de colaboración Mártov intuyó la identificación del partido con sus seguidores en la actitud de Lenin, y se opuso firmemente a propuestas centralistas que había apoyado hasta hacía poco. Estas diferencias quedaron en evidencia en la discusión en el congreso sobre los estatutos del partido, en el primer artículo sobre quién debía ser miembro del partido, y la habían surgido vagamente antes del congreso al presentar Lenin el borrador de programa a Mártov, aunque entonces el desacuerdo había sido menor.
Durante el segundo congreso, tomó una postura más radical que la de Lenin, que estaba dispuesto a hacer concesiones a los bundistas, rechazó la conversión del partido en federal y logró su expulsión ante su negativa a disolverse en el partido nacional. Mártov afianzó sus creencias internacionalistas, rechazando las tendencias nacionalistas de algunos socialistas.
El éxito de Iskra se debió en gran medida a la fuerza moral e ímpetu revolucionario que Mártov vertió en sus artículos en la misma, ayudando a formar una generación de destacados socialistas que, pese a sus diferencias, conservaron una profunda admiración por Mártov.

## Enfrentamiento con Lenin: mencheviques y bolcheviques

### El Segundo Congreso
Mientras, en abril de 1902, la junta editorial de Iskra se había trasladado a Londres. La cercanía entre Mártov, Lenin y Potrésov que había caracterizado su relación en Múnich, su unión frente a los otros tres miembros de la editorial (Gueorgui Plejánov, Pável Axelrod y Vera Zasúlich), fue desapareciendo. Ya en octubre, Trotski notó el alejamiento entre Mártov y Lenin. Mártov odiaba Londres y pasaba largas temporadas visitando a los emigrados rusos en el continente. Durante el periodo londinense, el periódico, sus redes de distribución y agentes en Rusia quedaron cada vez más controlados por Lenin, relegados los demás miembros de la editorial a un papel secundario.
En la época en que se decidió, contra la opinión de Lenin, un nuevo traslado de la editorial del periódico, esta vez a Ginebra (marzo de 1903), las relaciones personales entre Lenin y Mártov cesaron debido a un grave desacuerdo sobre la ética personal de los agentes socialdemócratas en Rusia. Mientras Lenin la consideraba un asunto puramente personal, Mártov y otros editores sostenían que tenía importancia para el Partido.
En el Segundo Congreso, comenzado en Bruselas en julio de 1903 y continuado en Londres, se produjo una discusión entre Mártov y Lenin acerca de quién debía ser considerado como miembro del POSDR. Previamente la oposición a un partido centralizado había sido aplastada, con la colaboración de ambos, que consideraban necesaria la centralización de la organización. Antes del congreso, Lenin había publicado sus ideas acerca de cómo potenciar el partido en su opúsculo ¿Qué hacer?, que se consideraba el documento donde se exponían los puntos de vista del llamado Grupo del Iskra, liderado por Lenin y Mártov. Sin embargo, en el congreso de Londres ambos dirigentes expusieron posturas encontradas acerca de la pertenencia al partido: por una parte Lenin defendía una militancia restringida de cuadros plenamente comprometidos, mientras que Mártov proponía una interpretación más flexible, en que tuviesen cabida los cercanos al partido aunque no fuesen revolucionarios profesionales. Además, la propuesta de Mártov definía y limitaba con más claridad los poderes del comité central del partido y otorgaba cierta autonomía a los comités locales del partido, mientras que la de Lenin daba al comité central poder ilimitado en el partido a todos los niveles. Mártov también rechazaba la limitación a protestar una decisión de la futura dirección del partido. La propuesta de Mártov también permitía la inclusión de partidos nacionales o regionales como el socialdemócrata polaco o el Bund dentro del partido estatal, siempre que quedasen subordinados al comité central, cláusula que Lenin no contemplaba.
Tanto Mártov como Lenin basaban sus propuestas en el tipo de organización que prevalecía en los partidos socialdemócratas en Europa, en particular en Alemania. Cuando se votaron las propuestas el grupo liderado por Lenin perdió, produciéndose una escisión en la organización. A pesar del resultado de la votación sobre la admisión al partido, el grupo encabezado por Lenin recibió el nombre de «bolchevique», que significa «mayoría», mientras que al otro grupo se le denominó «menchevique» o «minoría». Esto se debió a que los primeros habían ganado en las votaciones sobre el programa, elección del Comité Central del partido y del consejo editorial de Iskra, que se produjeron tras la decisión sobre los miembros del partido y la división de los partidarios de Iskra pero después de la retirada del congreso de los bundistas y de los economicistas, lo que había otorgado una mínima minoría a los partidarios de Lenin. Irónicamente, este voto sobre el consejo editorial no había sido considerado tan importante en el congreso y, de hecho, los bolcheviques se encontraron posteriormente en minoría pero, para dicha votación, habían estado ausentes varios delegados del Bund y de los revisionistas que habrían votado por los mencheviques y que habían abandonado el Congreso gracias en parte al ataque en el que Lenin y Mártov se habían coaligado.
El Segundo Congreso supuso una gran victoria para Lenin, que logró el control del partido, mientras que la postura más abierta de Mártov salió derrotada. Lo que Mártov interpretó como tácticas deshonestas de Lenin para lograr su victoria hicieron que aquel perdiese toda su admiración y afecto por éste que lamentó lo que consideraba debilidad y sentimentalismo de Mártov ante maniobras necesarias. Mártov y sus partidarios se negaron a participar en el comité central y en la editorial de Iskra, ambos controlados por Lenin. La victoria de Lenin fue, no obstante, temporal y sólo se logró a costa de acentuar las divisiones internas del partido, que impedían su control.

### Oposición a Lenin e intentos de reunificar el partido
A finales de octubre, el segundo congreso de la Liga Extranjera en Ginebra devolvió la mayoría a Mártov, que arremetió contra Lenin y sus tácticas de desprestigio y logró una victoria parcial. En noviembre Plejánov, inquieto por la actitud intransigente de Lenin con los disidentes, volvió a incluir a Mártov y sus partidarios en la junta editorial de Iskra. Lenin, de nuevo en minoría, dimitió. La publicación quedó controlada por los mencheviques y el comité central, aunque estaba formado por partidarios de Lenin, se negó a convocar un tercer congreso para expulsarlos o hacerles seguir la postura de este, como reclamó en vano. Mártov podría haber expulsado a Lenin del partido pero su objetivo no era ese, sino la reunificación de sus fracciones. Los sucesivos esfuerzos para reunificar las fracciones de la organización fracasaron.
Los opuestos a Lenin hicieron cada vez más hincapié en la necesidad de respetar el derecho a la discusión y de descentralizar el partido; no lograron, sin embargo, formar una fracción cohesionada. Muchos, entre ellos el propio Mártov, habían sido anteriormente partidarios de una estricta centralización de la nueva formación política, pero pronto cambiaron de idea ante la aplicación de la misma por Lenin. En 1904 exigió a sus adversarios la garantía de que una reunificación no supondría la supresión de las posibles opiniones minoritarias que surgiesen en el partido.
Mártov, a pesar de ser una de las figuras socialdemócratas más conocidas, de haber tenido un destacado papel en la formación de la corriente menchevique y de contar con una gran inteligencia —aunque carente de originalidad y de la capacidad de estructurar lógicamente sus análisis— y valentía, no se convirtió en caudillo indiscutible de la fracción; su falta de presencia física y de habilidad táctica le hacían inferior políticamente a Lenin. Sus agudos análisis de los acontecimientos del momento, de carácter más periodístico que estrictamente teórico, no aportaban grandes novedades a la teoría socialista.

### La revolución de 1905

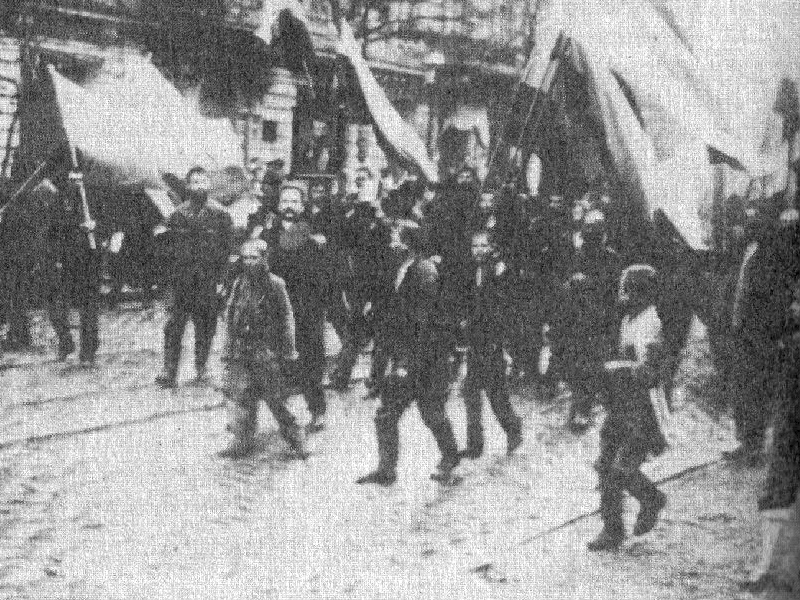
Manifestantes dirigiéndose hacia el Palacio de Invierno.

La derrota rusa en la guerra ruso-japonesa y la posterior revolución hizo que para Mártov las disputas internas del partido perdiesen importancia. En abril de 1905, sin embargo, los bolcheviques habían convocado separadamente un congreso del partido en Londres, al que los mencheviques respondieron con su propio congreso en Ginebra en mayo. En él Mártov defendió la democratización del partido, la introducción de la elección de cargos en sus instituciones y la abstención de la organización de la administración del país, que consideraba inmaduro para un gobierno socialista.
Durante la Revolución rusa de 1905, Mártov defendió que el papel de los revolucionarios era conformar una oposición militante al nuevo Gobierno burgués, creando una red de organizaciones de sindicatos, cooperativas, consejos rurales y sóviets que acosaran al Gobierno hasta que se produjeran las circunstancias sociales y económicas que hicieran posible la revolución socialista. En una sociedad escasamente industrializada el partido no debía, sin embargo, caer en la tentación de tomar el poder o coaligarse con la burguesía en el Gobierno. A la preferencia de Mártov de una revolución popular que sustituyese poco a poco el gobierno autocrático en descomposición por un gobierno revolucionario espontáneo, Lenin oponía la toma del poder de manos del Gobierno central, planificada y simultánea a un alzamiento armado.
A finales de octubre, regresó a Rusia desde Viena y reconoció en los soviets que se habían formado los entes de autogobierno revolucionario alternativo al Gobierno burgués que él había defendido en mayo, oponiéndose a su control por el partido como propugnaban los bolcheviques. Se encontró en minoría entre los mencheviques que, ante la inseguridad de los liberales burgueses, sopesaban la conveniencia de tomar el poder y pasar de la revolución burguesa a la socialista inmediatamente, como sostenía Trotski. Ante la fracasada insurrección de diciembre, Mártov había aconsejado prudencia, considerando que el proletariado no tenía la fuerza suficiente para hacerse con el poder, pero fue ignorado. Desechando sus crecientes dudas sobre la conveniencia de colaborar con los liberales, cada vez más conservadores, Mártov había optado finalmente por trabajar con ellos en contra de la autocracia zarista, aunque mantuvo su falta de confianza hacia ellos, que compartía con el más radical Lenin:

Dadas las circunstancias debemos apoyar a los liberales y a los demócratas, no porque creamos que desean verdaderamente la libertad y la democracia, sino simplemente porque, históricamente hablando, son los enemigos de nuestros más encarnizados enemigos, simplemente porque cada uno de sus éxitos menoscaba aún más los cimientos de la fortaleza del orden establecido. Para nuestros propósitos, los de la revolución, los kadetes tienen su utilidad...

Arrinconado en el partido, fue detenido en febrero de 1906 y no pudo participar en el congreso de unificación del mismo en abril; volvió a la actividad solo en mayo para las elecciones de la Duma Imperial de Rusia. La mayoría del partido, sin embargo, se inclinó por boicotearlas, para disgusto de Mártov, que creía que las tácticas clandestinas y terroristas favorecían a los bolcheviques. Organizó a los diputados socialistas que resultaron elegidos hasta que fue arrestado en julio y, en septiembre, hubo de exiliarse en Berlín para evitar otra deportación a Siberia. En noviembre regresaba a Finlandia para continuar su trabajo en partido.

### Enfrentamientos con los bolcheviques
El 30 de abriljul./ 13 de mayo de 1907greg., acudió con recelo al Quinto Congreso del partido en Londres, que se había convocado por presión de los bolcheviques, dispuesto a defender el trabajo de los diputados socialistas en la Duma, las organizaciones de la clase trabajadora (incluso aquellas no controladas por el partido) y la defensa de la burguesía ante la reacción, frente a la propuesta de insurrección armada de aquellos. La postura de Mártov salió derrotada frente a la de sus adversarios: se abandonó la idea de convocar un congreso de trabajadores o de apoyar sus organizaciones al margen del partido, se condenó a los partidos burgueses como contrarrevolucionarios, se decidió no cooperar con ellos y utilizar la Duma como mero órgano de propaganda. El nuevo comité central eliminó el predominio de Mártov y sus partidarios y acabó con sus intentos de orientar el partido hacia la socialdemocracia occidental.
El 16 de junio de 1907, el golpe de Estado de Piotr Stolypin devolvió al partido a la clandestinidad, estado que favorecía a los bolcheviques. Mártov no regresó a Rusia, sino que se estableció en París, donde vivió con estrecheces de sus escritos hasta que la amnistía de 1913, para conmemorar el tricentenario de la dinastía Románov, le permitió regresar a Rusia.
A comienzos de 1908, la detención de un comando bolchevique que había asaltado un banco en Tiflis hizo que Mártov se decidiese a proclamar la necesidad de separarse de los bolcheviques y sus tácticas terroristas pero su postura fue rechazada en el congreso menchevique a finales de mes. Durante 1908 y 1909, los asaltos y robos de los bolcheviques recibieron la condena de los mencheviques, pero estos no se separaron de aquellos.
Mártov se convirtió en el más destacado líder menchevique junto con Pável Axelrod, Fiódor Dan e Irakli Tsereteli, luego con Gueorgui Plejánov y transitoriamente con León Trotski, que un tiempo perteneció a la fracción menchevique, pero se separó de ellos poco después. Gozaba de un amplio prestigio político. Mártov siempre estuvo en el ala izquierdista de la fracción menchevique, abogando por la reunificación con los bolcheviques, que finalmente se produjo en 1906, aunque esta unión fue tan frágil que en 1907 las dos fracciones se separaron de nuevo.
En 1912 y a iniciativa de Lenin, las dos fracciones se convirtieron en partidos políticos separados. Los intentos de reconciliación fomentados por el Buró Socialista Internacional quedaron interrumpidos por el estallido de la guerra mundial. Se encontraba en París, camino de la conferencia para reunificar el partido convocada por el Buró Socialista Internacional, cuando estalló la Primera Guerra Mundial.

## La guerra mundial

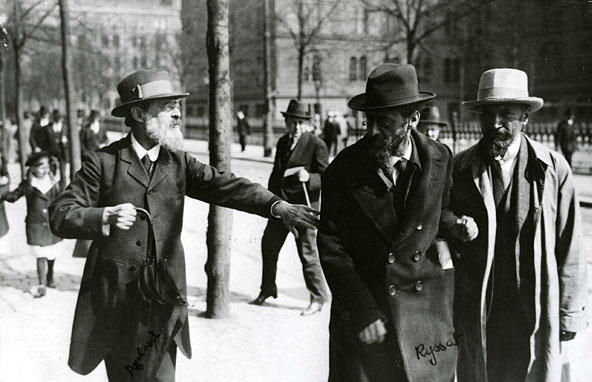
Mártov, centro, junto a otros destacados mencheviques. Con bastón Axelrod, a la derecha, Martýnov, en la conferencia socialista para lograr la paz, en Estocolmo, en el verano de 1917.

En 1914, Mártov formó parte de la oposición a la Primera Guerra Mundial, postura mayoritaria entre los mencheviques, que la veían como una guerra imperialista, al igual que Lenin y Trotski, convirtiéndose en el cabeza centrista de la fracción internacionalista, opuesta al derrotismo de Lenin. La contienda, sin embargo, dividió a los mencheviques. Aleksandr Potrésov encabezó a aquellos partidarios de la postura defensista. Participó en la conferencia de Zimmerwald en 1915 durante su exilio en Suiza.
Mártov formó parte de los participantes en Nashe slovo, entre los que también se contaba Trotski; opuesto radicalmente al defensismo, su condena de los socialistas que habían respaldado las medidas militares de sus países no era tan tajante. Mártov defendía el fin inmediato de las hostilidades y la conclusión de una paz dictada por los partidos socialistas radicales. Para Mártov, dos centros de poder financiero imperialista, el uno con su centro en Berlín y el otro en Londres y París, habían causado la guerra por su disputa por la hegemonía mundial; la tarea de la revolución era la destrucción de este poder económico por lo que consideraba el bien de la humanidad. La victoria de uno de los bandos beligerantes no avanzaría la causa socialista y lo que se necesitaba era una paz negociada, sin anexiones ni compensaciones de guerra, por los Gobiernos burgueses presionados por el proletariado. A diferencia de Lenin, que deseaba transformar la guerra mundial en una serie de guerras civiles del proletariado contra cada burguesía nacional, la posición de Mártov era pacifista, favorable al fin de la contienda.
La formación de los comités de industrias de guerra supuso una nueva fuente de disensiones en el seno del socialismo ruso: Mártov, que hasta poco antes de la guerra mundial había creído en la posibilidad de que la burguesía desempeñase un papel positivo en el proceso revolucionario, había abandonado para entonces esta opinión y se opuso a la participación socialista en los comités, pues consideraba ya la colaboración con la burguesía imposible. Mártov mantuvo su oposición a la guerra y a la colaboración con los liberales tras la Revolución de Febrero, convirtiéndose en una destacada figura de la corriente internacionalista dentro del Partido Menchevique. Para Mártov, era imposible la colaboración con los liberales rusos ya que representaban en el país los intereses del imperialismo franco-británico al que se oponía.

## Las revoluciones de 1917

### Contra la coalición liberal-socialista y a favor de la paz

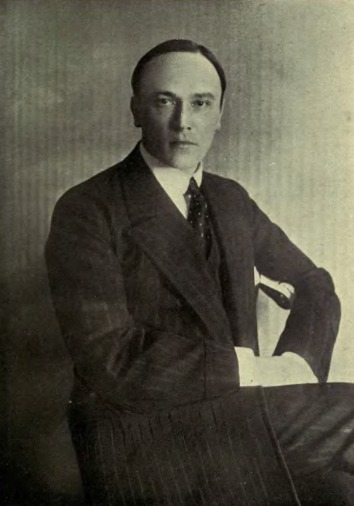
El ministro de Defensa Mijaíl Teréschenko, símbolo de la continuación de la guerra a la que Mártov se opuso con vehemencia.

Tras enterarse de la caída del zar en Rusia, se negó como otros mencheviques a aceptar la oferta alemana de paso a Rusia sin que se hiciese como intercambio por prisioneros alemanes, temeroso de ser acusado de trabajar para Alemania, postura que Lenin aceptó a regañadientes para más tarde acabar aceptando el ofrecimiento alemán, desconfiando del Gobierno provisional ruso y de los Aliados, que sospechaba no le permitirían regresar. Mártov siguió tratando en vano durante seis semanas de lograr el acuerdo germano-ruso, para acabar recibiendo la negativa de sus correligionarios en Rusia, como había previsto Lenin. Los esfuerzos del comité ejecutivo menchevique habían sido escasos para lograr su regreso. Finalmente, desoyendo los consejos de los mencheviques rusos, aceptó la invitación alemana de viajar a Rusia en las mismas condiciones que Lenin, junto con otros 257 revolucionarios, no sin antes criticarlos duramente por la situación.
Después de la Revolución de Febrero de 1917, Mártov volvió a Rusia el 9 de mayojul./ 22 de mayo de 1917greg. mayo, el último de los grandes dirigentes socialistas en hacerlo, después de que algunos mencheviques como Irakli Tsereteli y Fiódor Dan se hubiesen unido al Gobierno Provisional como respuesta a las «Tesis de abril» de Lenin, que mantenía la política de continuación de la guerra. Mártov se opuso frontalmente a la participación de los socialistas en el Gobierno y defendió que la prioridad debía ser lograr un armisticio inmediato que precediese a las negociaciones de paz. Se oponía a la firma de una paz separada (como por entonces Lenin), pero también condenaba la continuación de la guerra. El Gobierno debía ser exclusivamente de los partidos burgueses, vigilado y dirigido externamente por los socialistas desde las organizaciones revolucionarias como los consejos (sóviets). Se opuso hasta septiembre, sin embargo, a la toma del poder por estos, a la vez que a la coalición social-burguesa.

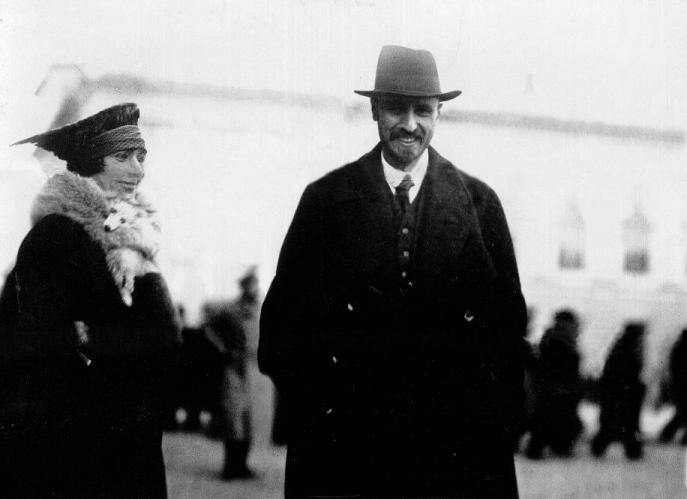
Irakli Tsereteli, principal figura del partido menchevique del periodo interrevolucionario y partidario de la coalición con los liberales, fue el más importante rival de Mártov en la formación y mantuvo un respaldo mayoritario hasta el otoño de 1917, relegando a Mártov repetidamente al papel de representante de la minoría internacionalista.

Pese a que rechazaba la postura del partido, decidió permanecer en él y tratar de hacer prevalecer su visión. Su indecisión característica, sin embargo, impidió que se consolidase como un dirigente alternativo tanto dentro del partido como en la política nacional. Buen orador en pequeñas reuniones, no lo era en las grandes asambleas del periodo revolucionario; indiferente al poder, honesto y decente, no supo oponerse a los grandes políticos del momento. Inteligente y gran escritor, tampoco contó con un medio de expresión propio y tuvo que exponer su postura en el diario de Máximo Gorki.
Sus esperanzas de cambiar la postura del partido en alianza con los dirigentes exiliados en Siberia, Irakli Tsereteli y Fiódor Dan, se mostraron ilusas, ya que estos se convirtieron en los principales defensores del llamado «defensismo revolucionario», respaldaron la participación de los socialistas en el Gobierno de coalición tras la crisis de abril y la ofensiva Kerenski y, junto con sus aliados socialrevolucionarios, tomaron el control de los soviets. La postura de Mártov, que contaba con unos pocos seguidores internacionalistas en el partido, era muy minoritaria.
En el primer Congreso Panruso de los Sóviets del 18 de junio de 1917, no consiguió el apoyo de los delegados para defender el comienzo inmediato de negociaciones de paz y rompió definitivamente con Tsereteli. De los 1090 delegados, apenas 35 eran partidarios de Mártov. La postura de Tsereteli, atacado duramente por Mártov que fue abucheado por ello, salió triunfante del congreso, que marcó su momento de mayor poder. Dirigió una fracción minoritaria de los mencheviques, los mencheviques internacionalistas, partidarios de romper la coalición de gobierno con los partidos liberales, formar un Gobierno exclusivamente socialista y acelerar las reformas políticas y económicas que reclamaban las masas, a la vez que se negociase un paz lo más pronto posible. Su postura, que se correspondía con la de las masas revolucionarias de Petrogrado, resultó derrotada, sin embargo, en las votaciones del Comité Ejecutivo Soviético del 17 de juliojul./ 30 de julio de 1917greg., dominada por las fracciones principales de los social-revolucionarios y de los mencheviques, favorables al gobierno de coalición y al mantenimiento del esfuerzo bélico. Mártov se convirtió en la voz crítica en el partido a la postura de Tsereteli, su preferencia por la coalición y la continuación de la guerra. Se opuso rotundamente a los preparativos de la ofensiva de junio, exigiendo la presentación de un ultimátum a los Aliados para comenzar las conversaciones de paz. Por entonces el partido se hallaba dividido en tres fracciones: la internacionalista de Mártov, la intermedia defensista revolucionaria de Tsereteli y Dan (mayoritaria) y la defensista y más conservadora representada por Potrésov. Los intentos de Mártov de separar a los defensistas revolucionarios de los puros fracasaron.
Tras la renuncia de los ministros kadetes a mediados de julio, pasó a defender la formación de un Gobierno provisional exclusivamente socialista, pero las Jornadas de Julio y los posteriores disturbios antisoviéticos por un importante revés militar el mismo mes permitieron a Kérenski formar un nuevo Gobierno de coalición social-burgués en el que los ministros socialistas dejaban de estar sometidos al control de los consejos. Mártov defendió la necesidad de excluir a los kadetes —incapaces ya, en su opinión, de hacer progresar la revolución— del Consejo de Ministros y de formar un gabinete de amplia coalición socialista; una vez aplastada la posibilidad de contrarrevolución que temía, este Gobierno cedería nuevamente el poder a uno de coalición social-burguesa. Mártov deseaba cambiar la política exterior rusa y presentar un ultimátum a los Aliados para comenzar de inmediato las negociaciones de paz, acelerar las reformas agrarias, imponer el control estatal en la industria, controlar los precios, los beneficios y la inflación. Tras las revueltas de julio, se contó entre los que se opusieron a las medidas policiales adoptadas por el Gobierno contra bolcheviques y anarquistas y las consideró perjudiciales para la revolución.
En el congreso del partido de finales de agosto (18 de agostojul./ 31 de agostogreg.-26 de agostojul./ 8 de septiembregreg.), la posición de Mártov fue derrotada nuevamente por los partidarios de la de Tsereteli; recibió únicamente el respaldo de un tercio de los delegados. Sus adversarios atacaron con éxito el parecido de sus propuestas a las de Lenin. Por las mismas fechas, su fracción internacionalista comenzó a disolverse, pasando algunos de sus miembros a los bolcheviques, opuestos a continuar en la formación menchevique con Tsereteli y sus partidarios. En el congreso, había vuelto a denunciar el carácter contrarrevolucionario de los liberales —para entonces agentes del imperialismo de los Aliados—, a condenar la continuación de la coalición gubernamental con ellos y a defender la implantación de un Gobierno temporal exclusivamente socialista que acabase con lo que percibía como amenazas a la revolución, aunque sin acabar con las formaciones políticas liberales ni implantar una dictadura socialista permanente. Mártov temía el debilitamiento paulatino del sóviet —según él única esperanza de una revolución democrática— y defendía que tomase la iniciativa política, relegando temporalmente a un segundo plano al Gobierno provisional, para evitar su disolución y recuperar el apoyo de las masas. Kerenski, mera marioneta de los kadetes dispuestos ya a aplastar definitivamente la revolución, debía perder el apoyo menchevique. Aunque rechazaba las mociones que aprobaba el partido, decidió permanecer en él convencido de que el descontento con la posición mayoritaria le permitiría pronto retomar el control de la organización pero, al no crear un centro alternativo de oposición, otorgó la exclusividad de ésta a los bolcheviques.
Tras el golpe de Kornilov, la postura de Mártov a favor de un Gobierno exclusivamente socialista pareció ganar apoyos: fue elegido como representante por la mayoría del partido y por el comité del consejo para la «conferencia democrática» y las primeras votaciones de la conferencia mostraron su oposición a repetir las coaliciones con los partidos burgueses. Las contradicciones entre los puntos aprobados permitieron, sin embargo, que Tsereteli lograse finalmente permiso para una nueva coalición, derrotando de nuevo a Mártov. Sin alternativa al Gobierno de coalición, los bolcheviques aceleraron sus planes para tomar el poder coincidiendo con el Segundo Congreso Panruso de los Sóviets (7-9 de noviembre de 1917). Mártov reclamó en vano la ruptura de las conversaciones para formar esta última coalición y la formación de un Consejo de Ministros exclusivamente socialista. Los mencheviques internacionalistas se hallaban además en crisis a pesar del debilitamiento de sus adversarios defensistas: parte de ellos abandonaron el partido para unirse a los bolcheviques y no todos aceptaban la primacía de Mártov, pese a coincidir a menudo con sus opiniones políticas.
El 24 de octubrejul./ 6 de noviembre de 1917greg., ya en mitad de la toma del poder por los bolcheviques, logró finalmente el apoyo de la corriente centrista del partido y formó una alianza entre mencheviques internacionalistas, algunos defensistas acaudillados por Fiódor Dan y socialrevolucionarios de izquierda en el Preparlamento que exigió la reforma agraria inmediata y la proclamación de un armisticio; la moción fue aprobada pero no tuvo consecuencias al producirse el golpe bolchevique.

### La toma del poder por los bolcheviques

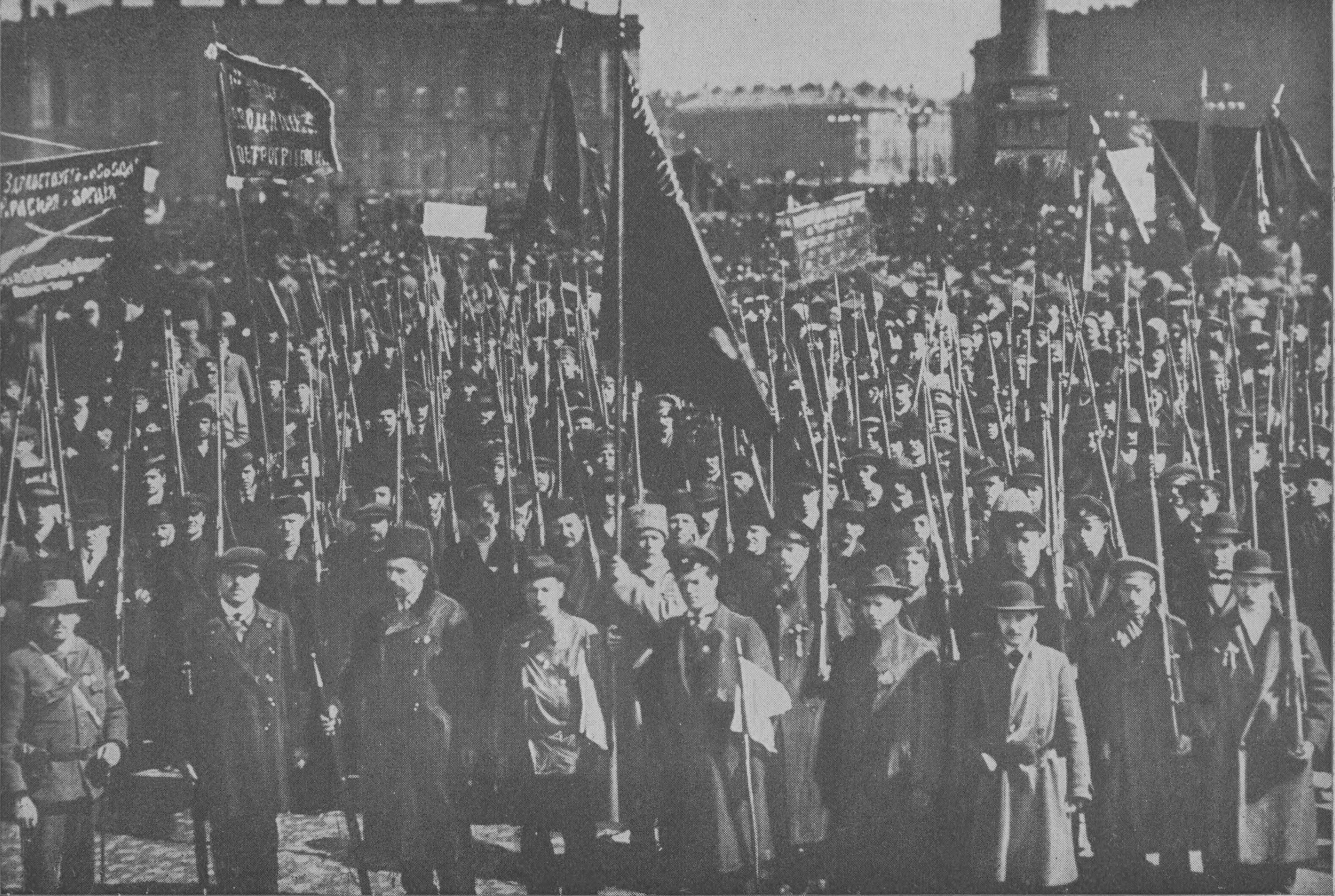
Guardias Rojos junto al Palacio de Invierno, que ocuparon durante la Revolución de Octubre a la que Mártov se opuso.

Durante el Segundo Congreso Panruso de los Sóviets, que se inauguró al tiempo que el Gobierno provisional ruso era derrocado por el partido bolchevique a instancias de Lenin (25 de octubrejul./ 7 de noviembre de 1917greg.), defendió con éxito efímero una moción para detener los enfrentamientos y tratar de crear un nuevo Gobierno aceptable a todos los partidos democráticos. Aprobada por unanimidad, incluso con el voto de los representantes bolcheviques reacios a devolver el poder recién arrebatado al Gobierno de coalición liberal-socialista, las intervenciones críticas de los delegados de las fracciones principales de los social-revolucionarios y mencheviques hacia las acciones de los bolcheviques, que inmediatamente indicaron su intención de retirarse en protesta del Congreso, ofrecieron la excusa a los radicales bolcheviques, encabezados por Trotski, ya presidente del Congreso, para condenar a los moderados y renunciar a la moción de Mártov recién aprobada:

El alzamiento de las masas populares no necesita justificación. Lo que ha sucedido ha sido una insurrección y no una conspiración. Hemos avivado la energía revolucionaria de los trabajadores y soldados de San Petersburgo. Abiertamente llamamos a las masas a la rebelión, no a una conspiración. Las masas populares siguieron nuestras banderas y nuestra insurrección triunfó, y ahora nos dicen: «Renunciad a vuestra victoria, haced concesiones, ceded.» ¿Con quién?, me pregunto. ¿Ante quién deberíamos ceder? ¿Con aquellos grupos viles que nos han abandonado o los que defienden esta propuesta? Pero ya los conocemos, nadie los respalda ya en Rusia. Quieren un acuerdo entre iguales, con los millones de trabajadores y campesinos representados en este Congreso, a los que están dispuestos, y no es la primera vez, a entregar a la burguesía. No, no hay acuerdo posible. A aquellos que nos han dejado y a aquellos que quieren que cedamos debemos decirles: «¡Sois unos pobres acabados, vuestro tiempo se ha acabado, id a donde os corresponde, al basurero de la historia!»

Viendo su postura favorable al acuerdo rechazado, Mártov anunció que sus partidarios, los mencheviques internacionalistas, también abandonaban el Congreso.
Mártov participó en las fracasadas conversaciones impuestas a todos los partidos socialistas por la amenaza de huelga del sindicato ferroviario (Vikzhel) para tratar de lograr el acuerdo para la formación de un nuevo Gobierno socialista y el fin de los enfrentamientos entre las diversas facciones. Insatisfecho con la postura del ala radical de los bolcheviques que parecían utilizar las conversaciones meramente para ganar tiempo (como confirmó Lenin, que prohibió el pacto), Mártov declaró su oposición a las medidas de terror políticas de estos y exigió su eliminación como prueba de buena voluntad, sin éxito:

Bajo el reinado del terror político la formación de un frente revolucionario unido es imposible y es por tanto necesaria su eliminación inmediata, sólo entonces pueden llevarse a cabo las negociaciones.

## En el Estado soviético y el exilio

### Defensor de la concordia socialista
Durante las negociaciones de Vikzhel en noviembre, Mártov comenzó a recuperar su poder en el partido menchevique e impuso al mismo la participación en las negociaciones a pesar de la oposición de una minoría notable. En el congreso extraordinario del partido que comenzó el 30 de noviembrejul./ 13 de diciembre de 1917greg., Mártov logró hacerse oficialmente con el control de la organización y recobrar el apoyo de algunos destacados miembros que habían apoyado anteriormente al Gobierno Provisional, como Fiódor Dan. Basó sus esperanzas de cambio en la formación de un nuevo Gobierno de coalición de los partidos socialistas, que debía surgir de la Asamblea Constituyente, a punto de reunirse el mes siguiente. Ante el rechazo de los bolcheviques a compartir el poder, Mártov confiaba en que, con el tiempo, parte del proletariado se desilusionase con ellos, volviese a respaldar a los mencheviques, y les forzase a cambiar de postura, permitiendo el Gobierno de alianza socialista. Mártov admitió la falta de influencia de su partido sobre las masas en ese momento, lo inoportuno de volver a contemplar nuevas alianzas con la burguesía y la necesidad de atraer al proletariado para tratar de salvar la revolución de la guerra civil y la derrota.
Mártov se opuso a seguir el ejemplo de los socialrevolucionarios de izquierda, que alcanzaron un acuerdo final con bolcheviques que les permitió ingresar en el gabinete llamado Sovnarkom. Solo en caso de garantía de que el Comité Ejecutivo Central Panruso (VTsIK) se hubiese comprometido a entregar el poder a la Asamblea Constituyente habría aceptado Mártov regresar a él, pero no la obtuvo, negándose a hacerlo.
Derrotado en las elecciones a los soviets y en las de la Asamblea Constituyente (3,1 % de los votos a esta última), el partido que recuperó Mártov aún contenía grandes talentos y estaba preparado para la tarea que este le asignó: la de mediar entre los bolcheviques y los socialrevolucionarios y lograr una coalición entre estos. El partido debía eliminar tensiones y evitar la guerra civil. Tomaría una postura neutral: ni se uniría al Gobierno bolchevique ni apoyaría medidas de fuerza contra este.
Defensor acérrimo de la Asamblea Constituyente, Mártov decidió no obstante ofrecer únicamente resistencia pasiva cuando el Gobierno de coalición bolchevique-socialrevolucionario de izquierdas la disolvió; temía desencadenar la guerra civil de otra manera. Mártov proponía la sustitución del gobierno de los soviets por una democracia parlamentaria.
Se opuso firmemente a la posición de Trotski en las negociaciones con los Imperios Centrales a comienzos de 1918 y reclamó la continuación de la guerra contra Alemania si esta se negaba a firmar una paz democrática. Rechazó firmar el Tratado de Brest-Litovsk, cuyas cláusulas no habían sido comunicadas por el Gobierno al Comité Ejecutivo Central Panruso (CEC) y reclamó nuevamente la restauración de la Asamblea Constituyente y la dimisión del Gobierno. El tratado, sin embargo, fue finalmente aprobado por el Comité a pesar de la oposición a él de todos los partidos no bolcheviques y de parte de este (724 votos a favor, 276 en contra y 118 abstenciones).
En abril, se mostró cauto pero favorable ante las medidas de reorganización de la industria, contra el caos y a favor de un mayor control, pero sin que ello acabase con las organizaciones obreras ni sus reivindicaciones, que debían permitir que estas mantuviesen su autonomía frente al Gobierno y siguiesen defendiendo los intereses de sus trabajadores; se opuso, sin embargo, al control estatal directo de la industria. En la sesión del CEC del 20 de mayo, condenó con vehemencia el reciente decreto, aprobado únicamente con los votos bolcheviques, que instauró las requisas de grano y la lucha de clases en el campo, que para Mártov no eran sino una manera de desviar el creciente descontento del proletariado urbano hacia el campo y culpar a este del desabastecimiento.
Durante la primavera tomó parte además en un señalado juicio en el que Stalin lo acusó de difamación por haber mencionado que éste había sido expulsado del Partido Obrero Socialdemócrata de Rusia en 1908 por haber participado en distintos robos y «expropiaciones». El resultado del juicio, que pasó por diversas instancias, fue parcialmente favorable a Mártov, pero fue anulado por el CEC a instigación de Stalin, sin que la oposición pudiese debatir la moción, lo que enfureció a Mártov, que acusó a Stalin de cobardía. El juicio nunca se repitió. Uno de tantos juicios de la primavera, Mártov y sus seguidores trataron de utilizar estos para defender legalmente sus posiciones, evitando en todo momento el enfrentamiento armado con el Gobierno que, creían, solo hubiese favorecido a este.
Tras un periodo de cierta tolerancia en el que Mártov utilizó sus grandes dotes periodísticas para atacar al Gobierno, el 14 de junio de 1918 éste lo expulsó junto a sus compañeros mencheviques y social-revolucionarios del Comité Ejecutivo Central Panruso y cerró sus periódicos, convirtiendo el partido en clandestino justo antes de la celebración del Quinto Congreso de los Sóviets, en el que se les auguraba un crecimiento notable. Para entonces el enfrentamiento entre bolcheviques y socialrevolucionarios había hecho fracasar las esperanzas de acuerdo de Mártov. Sus intentos de atraer a la fracción moderada de los bolcheviques tampoco había dado fruto. Durante la primera mitad del año, sin embargo, Mártov se había mostrado como el duro dirigente de la oposición, capaz de lograr mayorías en algunos soviets que los bolcheviques disolvieron o criticando acerbamente al Gobierno, su inclinación por el uso del terror, su corrupción o su falta de honradez.

### Las guerras civiles

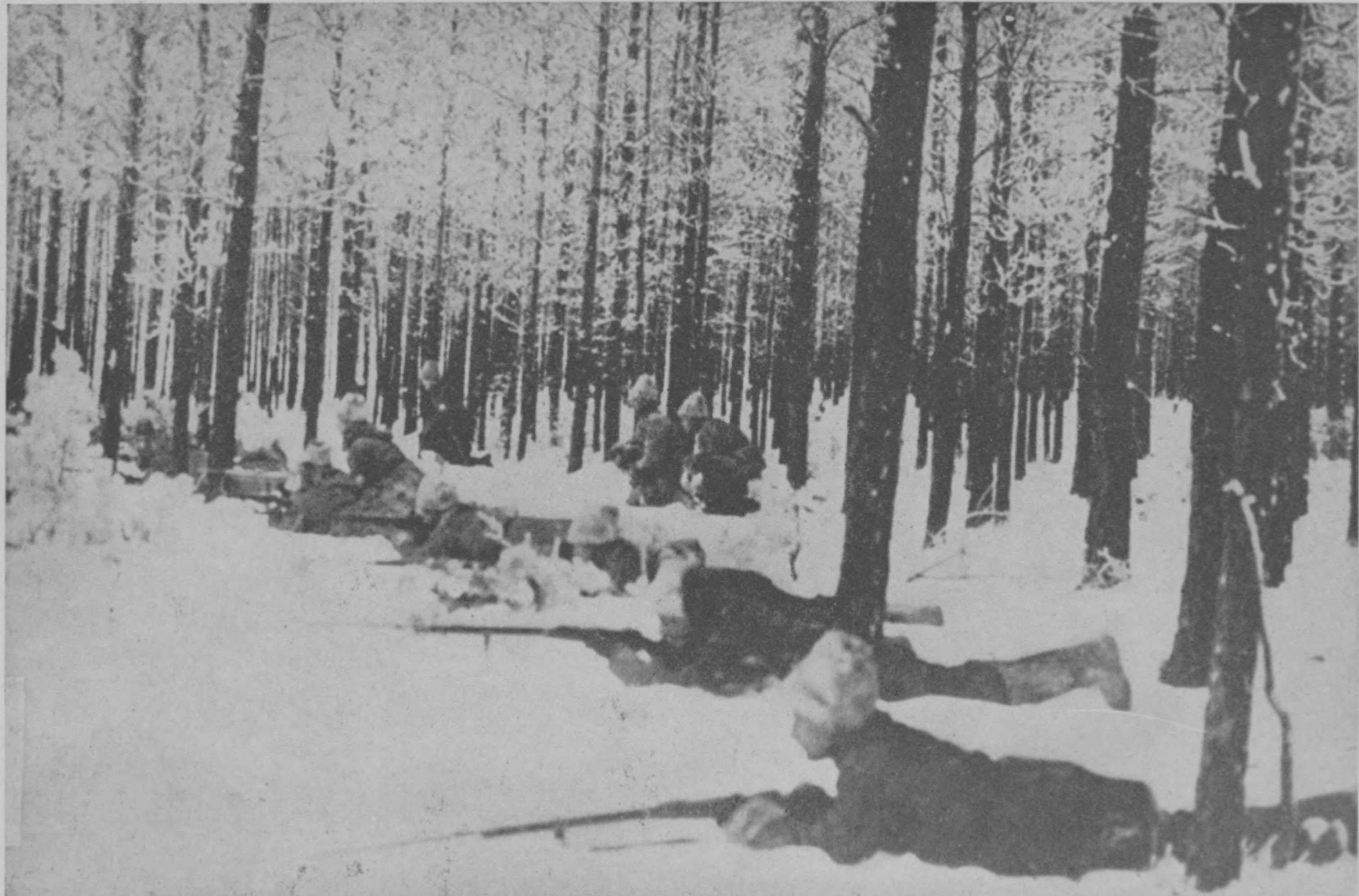
Tropas contrarrevolucionarias avanzando en Siberia: Mártov defendió al gobierno bolchevique frente a los ejércitos contrarreevolucionarios y la intervención extranjera en la guerra civil.

Días después de la expulsión de los mencheviques y socialrevolucionarios del VTsIK el 14 de junio, criticada por los socialrevolucionarios de izquierda, Mártov predijo el próximo aumento del terror. A partir de entonces el partido no pudo contar con lograr mayorías en los soviets para tratar de modificar el sistema político, forzar la renuncia del Gobierno y reunir de nuevo la Asamblea Constituyente como había intentado en la primavera.
Durante el enfrentamiento entre bolcheviques y socialrevolucionarios del verano de 1918, Mártov prohibió a sus seguidores unirse a las revueltas de los socialrevolucionarios, incluso cuando algunas de ellas defendían objetivos que compartía, tratando nuevamente de evitar el enfrentamiento. Aquellos que se unieron a los insurrectos fueron expulsados del partido.
Tras la acentuación del terror bolchevique en agosto, la situación del partido se volvió desesperada y el propio Mártov fue detenido brevemente. El número de abandonos en el partido creció enormemente: el ala derecha se oponía a la resistencia pasiva de Mártov y el ala izquierda tendía a unirse a los bolcheviques. Para tratar de contrarrestar la influencia de estos, el partido tomó una postura más izquierdista en octubre. El 30 de noviembre de 1918, en un gesto de acercamiento a los opositores moderados, Lenin legalizaba a los mencheviques.
En el otoño de 1918, el desencadenamiento de la revolución en Alemania dio esperanzas de un cambio a Mártov, a la vez que la guerra civil, convertida en un enfrentamiento entre bolcheviques y contrarrevolucionarios, hizo que se acercase a los primeros, pero manteniendo su defensa del sistema democrático y la abolición del terror.
Durante 1919 y 1920, no obstante, el partido pasó por fases de dura represión gubernamental intercaladas entre otras en las que era tolerado. Los arrestos periódicos de sus dirigentes se tornó común. En junio de 1919 el propio Mártov fue detenido en su casa nuevamente.
Aunque Mártov apoyó al Ejército Rojo contra los rusos blancos durante la guerra civil, postura muchas veces de difícil aceptación para sus seguidores, continuó denunciando la persecución de los periódicos liberales y rechazando el bolchevismo y su concepción de la «dictadura del proletariado». Acabó aceptando el sistema soviético como «un hecho de la vida, aunque no por principio.»
En el verano de 1920, tras haber derrotado al propio Lenin en unas elecciones fabriles a comienzos de año, para regocijo de Mártov, el partido fue reprimido definitivamente. En julio la dirección del partido fue detenida y en agosto muchos otros dirigentes y militantes. La esperanza de Mártov de que fuese simplemente otra fase de represión pasajera resultó falsa.

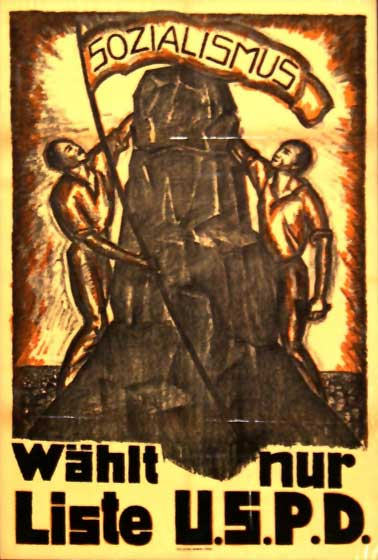
Cartel propagandístico del USPD, partido alemán cercano a los mencheviques que Mártov trató de mantener fuera de la Comintern, sin lograrlo.

### El exilio alemán

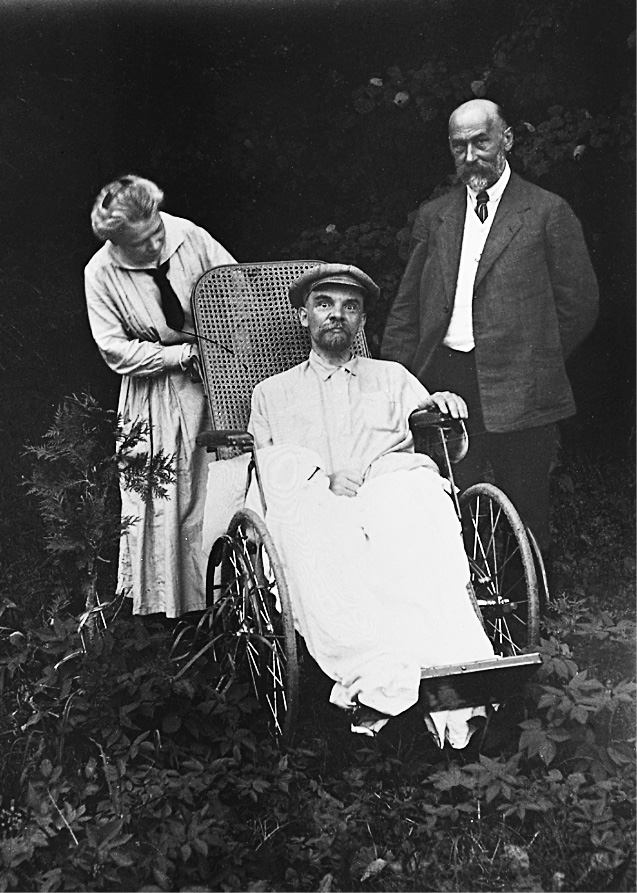
Lenin en la época de su enfermedad final, durante la que solicitaba reunirse de nuevo con Mártov. 1923

El 21 de septiembre de 1920, tras muchas dudas, Mártov abandonó Rusia para acudir a la conferencia del USPD alemán, partido que había sido muy cercano a los mencheviques en el pasado y se disponía a ingresar en la Internacional Comunista, lo que Mártov deseaba evitar. La represión de los seguidores del partido y su posible influencia moderadora en el Gobierno le habían hecho sopesar la conveniencia de salir del país. Mártov, mortalmente enfermo, recibió el permiso del Gobierno para partir a Alemania, deseoso de deshacerse de un opositor que no podía silenciar sin utilizar la violencia. Aunque no logró disuadir al USPD de su objetivo, el ala moderada del partido decidió formar una organización política separada, para alegría de Mártov.
Tras el congreso del USPD, se instaló en Berlín, que se convirtió en el centro del partido en el exilio y lugar de publicación de su periódico (El Mensajero Socialista) a partir de febrero de 1921. Enfermo, Mártov pasó cuatro meses de ese año en un sanatorio en la Selva Negra. A partir de noviembre de 1922 hasta su muerte de tuberculosis el 4 de abril de 1923, volvió a estar ingresado en el sanatorio en Schönberg, sin dejar por ello de dirigir el partido ni publicar en su periódico.
Durante su enfermedad, Lenin trató de hacerle llegar ayuda económica, con la aprobación de toda la dirección soviética, incluso de sus más acérrimos enemigos, como Stalin. En sus últimos meses de vida, mudo y paralizado, Lenin se obsesionó por volver a reunirse con Mártov, también agonizante: señalaba los libros de Mártov que guardaba y pedía que un conductor lo llevase junto a él.
El periódico que fundó se mantuvo como publicación de los mencheviques en el exilio en Berlín y, más tarde, en París y en Estados Unidos hasta 1965.